# White Tiger (Héroes de Alquiler)
White Tiger es un animal ficticio de personajes superhéroes, una blanca Tigresa de Bengala capaz de mutar en una mujer, que apareció en los tebeos de la serie Héroes de Alquiler. Ella es el segundo personaje en usar la identidad de White Tiger, el primero es Héctor Ayala.

## Biografía del personaje ficticio
Cuando el Alto Evolucionador transformó un lobo en una poderosa criatura llamada Hombre-Bestia, su creación se volvió malvada y escapó. Alto Evolucionador creó un segundo animal alterado para atrapar a su lobo rebelde. Él transformó una Tigresa blanca de Bengala en una mujer, a quien llamó White Tiger. Los orígenes bestiales de White Tiger le dieron velocidad y reflejos como de gato, y ella era muy experta en artes marciales. En su búsqueda para encontrar al Hombre-Bestia, White Tiger se unió a un equipo de villanos llamados U-Foes, y se enamoró de su líder, Vector. Cuando los U-Foes atacaron una prisión de supervillanos, White Tiger dejó el equipo, y buscando héroes para ayudarla, encontró a Iron Fist. Ella estaba intrigada por él, y se unió a su equipo de Heroes for Hire. White Tiger intentó mantener en secreto sus orígenes, pero durante una sesión de entrenamiento con Iron Fist, la derrotó varias veces en simulacros de combate. Su ira la abrumaba y perdió el control y volvió a su forma de tigre. Temía que los demás la rechazaran por su naturaleza animal, pero la aceptaron como parte del equipo.
White Tiger se sintió atraída por Iron Fist, ya que pensaba que era un "buen cazador", y quedó impresionada con sus habilidades y sigilo. Sin embargo, supo que Iron Fist estaba enamorado de Misty Knight. White Tiger trató de perseguir a Misty lejos de Iron Fist, incluso tratando de atacar a Misty en su forma de tigre, en una muestra de dominio (como lo hacen los tigres en la naturaleza). Cuando Misty le dijo a White Tiger que los humanos no usan el dominio para enamorarse, se rompió el corazón de White Tiger. Cuando White Tiger finalmente capturó  al Hombre-Bestia, le rogó al Alto Evolucionador que le diera la espalda a un tigre, para eliminar su humanidad, ya que no podía lidiar con el dolor de las emociones humanas. La convirtió en un tigre y prometió devolverla a los bosques tropicales donde la encontró.
En la historia de X-Men: Endangered Species, se reveló que White Tiger tenía una hermana que fue transformada en un tigre blanco humanoide llamado Reina de las Nieves. Cuando Reina de las Nieves amenazó con matar a algunos exploradores que intentaban ingresar a Wundagore, Bestia dice que White Tiger se habría mordido la lengua antes de amenazar a inocentes desarmados.

## Poderes y habilidades
White Tiger es una artista marcial experta que tiene velocidad y reflejos felinos. Sus guantes están equipados con garras afiladas. Si está enojada, White Tiger puede regresar a su forma de tigre, y en esta forma, tiene garras mortales, fuerza sobrehumana y sentidos mejorados. Incluso se puede asumir una forma híbrido humano / tigre, convirtiéndose en un hombre tigre.
Para que White Tiger pueda confrontar y capturar al Hombre-Bestia, Alto Evolucionador la dotó de resistencia a los poderes psiónicos, haciendo que White Tiger sea inmune a la capacidad de control mental del Hombre-Bestia.